# S&W M&P
S&W M&Pは、S&W社が開発した自動拳銃。M&Pは"Military and Police"（軍と法執行機関）を意味している。

## 概要
スミス&ウェッソン社が開発したポリマーフレーム拳銃であり、法執行機関での採用を目指して開発された 。
同社はすでにS&W シグマやSW99といったポリマーフレームの拳銃を製造していたが、それらのノウハウを基にトリガーの改善や人間工学に合わせたグリップ・デザインも取り入れて新たに設計された。
アメリカの警察だけでなく、台湾の警察も老朽化したS&W M5904に代わりM&Pのコンパクトモデルに更新しようとしている。その他、フランス、オーストラリア、カナダ、インド、コロンビアなどの警察で採用されている。

## 特徴
ストライカーによる撃発方式、ポリマーフレーム、トリガーセーフティー、フレーム下部のマウントレールなどグロックとの共通点が見られるものの、トリガーセーフティはグロックシリーズと異なり、トリガーがアッパートリガーとロアートリガーに分かれた中折れ式となっている。アンビサムセイフティーのオプションがあるほか、モデルによってはサムセイフティが追加されることがある。
グリップは、背面から側面までを覆う一体式のストラップを交換でき、使用者が手のサイズに合わせることが可能なよう設計されている。
フレームには、デュポン社のポリマーZytelが使用されている。また、フレームの内部にはステンレス・スチールのインナーフレームが収まっており、銃全体の剛性を補強している。

## バリエーション
主なバリエーションのほかに、22口径ロングライフルを使用する「M&P22」、45ACPを使用する「M&P45」、また、すべてのサイズにコンパクトモデルが存在している。
「M&Pシールド」は、部品の互換性がないサブコンパクトモデルで、シングルカラムマガジンを採用している。

## 登場作品

### 映画
『アベンジャーズ』
ニック・フューリーが使用。
『インデペンデンス・デイ: リサージェンス』
ESD（地球防衛司令部）のパイロットが使用。男性パイロットはノーマルモデルを、女性パイロットはコンパクトモデルを使用している。
『ソルト』
ソルトが潜伏先のホテルでロシア連邦大統領暗殺の準備の際にコンパクトモデルをベッドの上に出すが、作中では一回も使われていない。
『ダイ・ハード/ラスト・デイ』
主人公のジョン・マクレーンがモスクワのCIAのセーフハウスから脱出した際に持ち出しているが、脱出後にジャックによって分解され、棄てられる。

### アニメ
『リコリス・リコイル』
井ノ上たきながハーフステンレスモデルを使用。

## リンク
- Official page
- Safety & Instruction Manual M&P Pistols
- Safety & Instruction Manual M&P22 Pistol
- Smith & Wesson M&P: A Semiautomatic Pistol Worthy Of Its Name by Paul Scarlata
- M&P Forum
- M&P Pistol fans group
- Reports on a M&P 9×19mm Parabellum endurance test over 62,333 rounds conducted by pistol-training.com